# Камен (Спліт)
Камен (хорв. Kamen) — населений пункт у Хорватії, у Сплітсько-Далматинській жупанії у складі міста Спліт.

## Населення
Населення за даними перепису 2011 року становило 1 769 осіб.
Динаміка чисельності населення поселення:

## Клімат
Середня річна температура становить 15,60 °C, середня максимальна – 28,70 °C, а середня мінімальна – 2,50 °C. Середня річна кількість опадів – 808 мм.
| Клімат поселення                              | Клімат поселення | Клімат поселення | Клімат поселення | Клімат поселення | Клімат поселення | Клімат поселення | Клімат поселення | Клімат поселення | Клімат поселення | Клімат поселення | Клімат поселення | Клімат поселення | Клімат поселення |
| Показник                                      | Січ.             | Лют.             | Бер.             | Квіт.            | Трав.            | Черв.            | Лип.             | Серп.            | Вер.             | Жовт.            | Лист.            | Груд.            |                  |
| Середній максимум, °C                         | 10,95            | 11,89            | 14,65            | 17,95            | 22,88            | 26,78            | 28,70            | 28,60            | 24,08            | 19,64            | 14,47            | 10,85            |                  |
| Середня температура, °C                       | 6,74             | 7,67             | 10,43            | 13,74            | 18,67            | 22,55            | 25,55            | 25,46            | 20,93            | 16,49            | 11,31            | 7,69             |                  |
| Середній мінімум, °C                          | 2,50             | 3,44             | 6,21             | 9,50             | 14,44            | 18,33            | 22,39            | 22,30            | 17,78            | 13,34            | 8,16             | 4,54             |                  |
| Норма опадів, мм                              | 72               | 61               | 69               | 69               | 57               | 49               | 33               | 48               | 70               | 87               | 104              | 89               |                  |
| Середньомісячна швидкість вітру, м/с          | 3.09             | 3.33             | 3.45             | 3.18             | 2.81             | 2.56             | 2.62             | 2.44             | 2.72             | 2.84             | 3.48             | 3.43             |                  |
| Середньомісячна сонячна радіація, кДж/м²·день | 5493             | 8201             | 11873            | 16445            | 20468            | 23146            | 24750            | 21705            | 16142            | 10447            | 5909             | 4663             |                  |
| --------------------------------------------- | ---------------- | ---------------- | ---------------- | ---------------- | ---------------- | ---------------- | ---------------- | ---------------- | ---------------- | ---------------- | ---------------- | ---------------- | ---------------- |
| Джерело:                                      |                  |                  |                  |                  |                  |                  |                  |                  |                  |                  |                  |                  |                  |